# Sehnenriss

Riss der Quadrizepssehne oberhalb der Kniescheibe

Ein Sehnenriss oder eine Sehnenruptur (lateinisch Ruptura tendinis) ist ein Einriss oder eine Zerreißung (Ruptur) einer Sehne bei plötzlicher Überbelastung der Sehne oder ruckartiger Kontraktion des zugehörigen Muskels.
Meist besteht zuvor eine degenerative Vorschädigung der Sehne.
Der Achillessehnenriss ist der häufigste Sehnenriss. Andere häufige Verletzungen sind
- am Knie die Quadrizeps-Sehnenruptur und die Patellarsehnenruptur
- am Oberarm der Bizepssehnenriss und an der Schulter Risse in der Rotatorenmanschette.

Vor allem im Sport kann es auch zu Rupturen der ischiocruralen Muskulatur kommen. Sehnenrupturen des Trizeps sind eher selten.
In seltenen Fällen kann eine vorausgegangene Behandlung mit einem Fluorchinolonantibiotikum wie z. B. Levofloxacin die Ursache für einen Sehnenriss sein.